# Bernardo Andrés Pérez Gutiérrez
Bernardo Andrés Pérez Gutiérrez-Carrevilla (Fuentespina, 26 de agosto de 1761 - El Burgo de Osma, 1827) fue un compositor y maestro de capilla español.

## Vida
Bernardo Andrés Pérez Gutiérrez nació en Fuentespina, provincia de Burgos, el 26 de agosto de 1761. Es posible que se trate del mismo Bernardo Pérez que ingresó como infante del coro en la Catedral de Valladolid, del que se tiene una noticia el 29 de mayo de 1778.
Las primeras noticias suyas son de su nombramiento como maestro de capilla de la Colegiata de Medinaceli. Posiblemente regía la capilla de música desde el 15 de diciembre de 1780 y fue presentado para el cargo el 15 de enero de 1781. No permanecería más que unos meses, hasta obtener el magisterio de la Catedral de El Burgo de Osma el 13 de septiembre de 1781. Había sido elegido por unanimidad por el cabildo frente al otro candidato, Baltasar Juste.

[...] en atención de estar aprobadas sus pruebas y habiendo entrado en el Cabildo y hecho el juramento acostumbrado 'Flexis genibus', por el ante mi el Secretario, mandaron se le diese la posesión de dicha ración, lo que ejecutó el señor Bartolomé (por estar ausente el señor Capiscol, que es a quien compete) por ante mí el Notario su Secretario, bajándole al coro y haciéndole sentar en la silla correspondiente a la mencionada ración [...] cuya posesión la tomó y aprehendió quieta y pacíficamente sin contradicción alguna, estando presentes por testigos don Juan Manuel Blanco, pertiguero; don Pedro Muñoz, don Sebastián de la Torre, infantes mayores; y otros muchos in dividuos de la iglesia y gentes del pueblo.
Actas capitulares de la Catedral de El Burgo de Osma, 1781

Durante su magisterio oxomense, Bernardo Pérez se presentó a diversas oposiciones al magisterio de otras catedrales. Así, en 1782 ya se presentaba a la plaza de maestro de capilla en la Catedral de Ávila, en la que se enfrentó a Melchor López y Cándido José Ruano. Los exámenes fueron enviados a Pedro Aranaz, maestro de capilla de la Catedral de Cuenca, que se decidió por Ruano. En 1789 se presentó a las largas y complicadas oposiciones al magisterio de la Catedral de Zamora. Se desconoce el nombre de los aplicantes, aparte del del mismo Pérez, el de Manuel Doyagüe, que entretanto había conseguido el magisterio de la Catedral de Santiago de Compostela, y el del ganador, Luis Blasco. Hubo otros dos intentos, en 1791 al magisterio de la Catedral de Burgos, que había quedado vacante tras el fallecimiento de Antonio Abadía y que fue ganado por Gregorio Yudego; y otro en 1793, de nuevo en Ávila, para ocupar la vacante de Ruano, donde no fue elegido ni entre los cuatro preseleccionados para las oposiciones.
Una de las obligaciones de Pérez era formar parte de los jurados de las oposiciones de los músicos de la Catedral. En 1783 participó en la elección del nuevo organista, en la que tuvo que decidirse entre Melchor López, al que se había enfrentado en Ávila, y Manuel Daucha o Dancha, organista tercero de las Descalzas Reales, que consiguió la plaza. En 1803 se desplazó a Lerma para juzgar las oposiciones a la organistía de la Colegiata. Otras de sus obligaciones, la educación de los infantes, aparece en las actas por las quejas por su deficiencia, algo habitual entre los maestros de capilla de la época.
En 1787 sufrió un «accidente» por el que tuvo que «hacer ejercicio», lo que le impidió realizar sus obligaciones, como la educación de los infantes, en el que lo sustituyó el capellán Francisco Pascual. A partir de 1808, con la invasión francesa, comenzaron las dificultades económicas en la Catedral. Tras la invasión el cabildo se recuperó ligeramente, pero hacia 1820 a 23, durante el Trienio Liberal, la Catedral pasó grandes dificultades con las nuevas leyes antieclesiásticas. Finalmente Pérez solicitó la jubilación, que le fue concedida el 16 de febrero de 1826.

## Obra
Un testigo contemporáneo, transmitido por Antonio Rodríguez de Hita, maestro de capilla del Monasterio de la Encarnación de Madrid, comentaba sobre las composiciones de Pérez:

Conozco de vista a este sujeto, y por no haber visto obras suyas he preguntado a un sujeto inteligente en la materia y me ha dicho: se conoce que es de buena escuela (es de Valladolid), y que continúa en ver y oír será bueno, aunque nunca de grande fuego ni de invención.
Antonio Rodríguez de Hita, 1786

Durante el magisterio de Pérez hubo una cierta transformación en la música que se tocaba en la catedral. Hasta ese momento, por ejemplo, el maestro debía componer ocho villancicos para la Navidad, en romance, que eran controlados por un canónigo para evaluar que eran adecuados para la ocasión. En 1786 el maestro solicitó cambios en la composición para las fiestas de guardar, tratando de introducir más responsorios y motetes y menos villancicos. El cabildo aceptó algunos cambios para el Corpus, pero los rechazó para la misa de Navidad. En 1793 el cabildo accedio al uso de responsorios para Navidad, pero en 1805 se retractaron y volvieron a solicitar villancicos. En 1808 no hubo villancicos por las dificultades creadas por la invasión francesa, pero en 1810 se retomaba la fórmula antigua.
En 1801 publicó Instituciones elementales de la música para el uso de los niños, dispuestas en lecciones breves en Madrid, en la Imprenta Real. Era un libro para la educación musical de los niños. También escribió Diálogos para exámenes y ejemplos prácticos, que no llegó a publicarse.

Señor Juez de Imprentas.
En cumplimiento de la comisión que V.S. se ha servido confiarme, he visto y examinado muy por menor y con la mayor complacencia el adjunto tratado intitulado Instituciones elementales de música, dispuesto por don Bernardo Pérez Gutiérrez, presbítero, racionero y maestro de capilla de la santa iglesia catedral de Osma. Y en su consecuencia hallo ser una obra de mucho aprecio y de la mayor utilidad al público facultativo, por el patente beneficio que recibe de ella, pues compendía bajo un punto de vista las reglas y teoría más exactas y precisas para entrar con todo conocimiento al uso de la práctica; así lo tienen conocido y confesado los más sabios en este arte, quienes, conmigo, han deseado un documento de esta naturaleza, del que hasta ahora se ha carecido, con conocido atraso de los principiantes. Persuadido de esta verdad y de la segura utilidad que lleva consigo esta obra soy de sentir: que V. S. debe dar su permiso para la impresión que solicita su autor, por ceder en conocido adelantamiento de los principiantes, alivio de los maestros y utilidad pública.
Así lo siento en mi estudio de Madrid, a 3 de octubre de 1800.
Josef Lidón
Juicio de José Lidón, maestro de la Real Capilla, 1800